# 839 (numero)
Ottocentotrentanove (839) è il numero naturale dopo l'838 e prima dell'840.

## Proprietà matematiche
- È un numero dispari.
- È un numero primo.
  - È un numero primo sicuro.
  - È un numero primo di Eisenstein.
  - È un numero primo di Chen.
  - È un numero altamente cototiente.
- È parte della terna pitagorica (839, 351960, 351961).
- È un numero palindromo nel sistema di numerazione posizionale a base 4 (31013).
- È un numero colombiano nel sistema numerico decimale.

## Astronomia
- 839 Valborg è un asteroide della fascia principale.
- NGC 839 è una galassia lenticolare della costellazione della Balena